# Station Vriezenveen
Station Vriezenveen is geopend op 1 oktober 1906 en ligt aan de spoorlijn Mariënberg - Almelo, tussen de stations Almelo en Daarlerveen. Hoewel de spoorlijn nog steeds bestaat is het waarschijnlijk de meest onrendabele lijn van Nederland. Het voortbestaan van de lijn is in het verleden in de Tweede Kamer onderwerp van discussie geweest. Vooral scholieren en forensen maken er in de ochtend- en namiddaguren veel gebruik van.

## Geschiedenis
Eind 1906 was de ongeveer 18 km lange spoorlijn klaar. De spoorlijn ligt evenwijdig aan het Overijssels kanaal. Dit was makkelijker om aan te leggen en vanwege de dure aankoop van gronden ook goedkoper dan een bochtige spoorlijn. Daarom is het spoor en station nooit verder richting het centrum van Vriezenveen aangelegd.
Het station ligt bij de bijzondere brug over het Overijssels kanaal en het typische Hotel Zandwijk. Vanaf dat punt begint de dorpsstraat Westeinde die later overgaat in het Oosteinde. Na ongeveer 7 km houdt de dorpsstraat pas op. Daarmee is Vriezenveen het langste dorp van Overijssel. Voor bewoners aan het Oosteinde is het station dus erg ver weg. Vroeger reed er dan ook een paard en wagen om mensen op te halen en af te zetten. Schuin tegenover het station ligt de voormalige textielfabriek Jansen & Tilanus. Hier is nu Meubelgigant Löwik gevestigd. Spoor en kanaal waren voor Jansen & Tilanus toentertijd belangrijk voor de aan- en afvoer van goederen.
De spoorlijn is aangelegd door de zogenaamde 'polderjongens'. Dit waren ruige arbeiders die her en der in Nederland ingezet werden bij grote werken. Halverwege de 19e eeuw hebben deze mannen ook geholpen bij het graven van het Overijssels kanaal. Hun aanwezigheid verliep niet altijd zonder problemen. In de streek is men deze lieden nog niet vergeten.
Uiteindelijk waren er langs de lijn de volgende stations: Almelo, Aadorp, Vriezenveen, Westerhoeve, Daarlerveen, Vroomshoop, Geerdijk en Mariënberg. Station Aadorp is gesloten. De gemeente Almelo denkt na over heropening hiervan in de toekomst in verband met haar groeiplannen. Ook Geerdijk is gesloten sinds 29 april 2016.

## Stationsgebouw en perron

### Geschiedenis

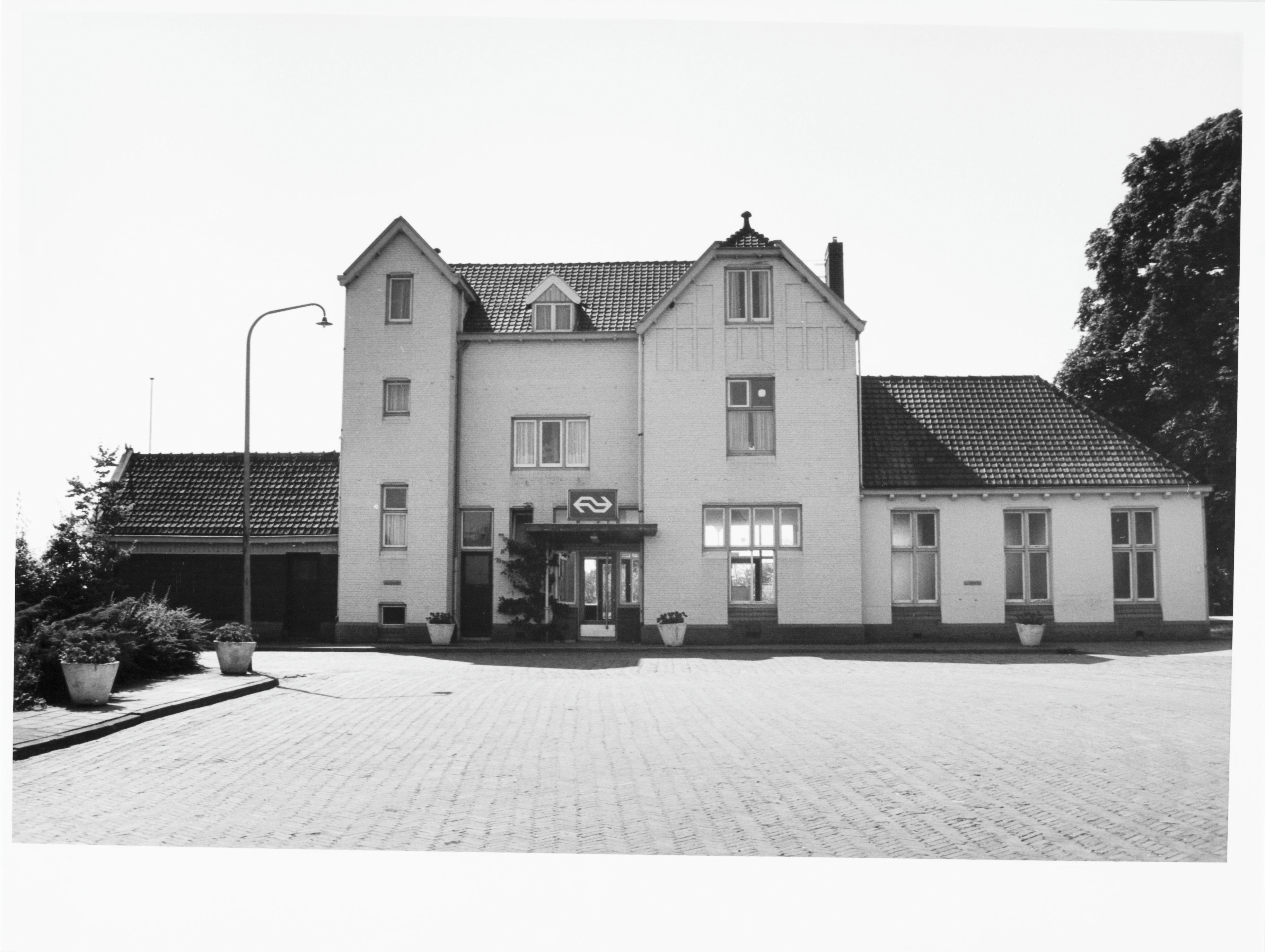
Het station in 1983

Het stationsgebouw, van het type tweede klasse van de NOLS werd in 1906 in gebruik genomen en in 1984 gesloopt. NOLS staat voor Noordoosterlocaalspoorweg-Maatschappij. Deze maatschappij ontwikkelde de spoorlijn Almelo-Mariënberg. De stations werden ontworpen door architect Eduard Cuypers.
Vanaf voorjaar 1985 kent het station alleen nog een perron met bankjes, een kaartjesautomaat en een fietsenstalling.
Het station had twee sporen, waardoor treinen uit beide richtingen elkaar hier konden passeren. Vanaf 6 juni 2016 telt het station nog maar één spoor. Dit ene spoor wordt nu spoor 1 genoemd, maar ligt aan de zijde waar voorheen spoor 2 lag.

### Stationsgebouw als model
Het stationsgebouw is als modelgebouw 'herbouwd'. Train Service Danckaert zocht lange tijd naar tekeningen van een bijzonder station in Nederland om deze op schaal uit te brengen. De vondst van vele gedetailleerde bouwtekeningen van het voormalig stationsgebouw van Vriezenveen in het spoorboek resulteerde uiteindelijk in de bouw van het Vriezenveense station op schaal.

## Honderdjarig bestaan van de lijn
In 2006 bestond de spoorlijn honderd jaar. Dit werd gevierd op 30 september met een tweetal stoomlocomotieven (01 1075 en 23 023) van de Stoom Stichting Nederland uit Rotterdam. De 01 1075 werd rond juni 2006 gebruikt in de film Zwartboek van Paul Verhoeven. Ter gelegenheid van dit honderdjarig bestaan schreef H. Boonstra een boek getiteld Het Spoorboek van Vriezenveen. Het gaat over honderd jaar geschiedenis lokaalspoor en de geschiedenis van andere Vriezenveense sporen.

## Bediening
De laatste stoptrein vanuit Almelo richting Hardenberg rijdt 's avonds laat niet verder dan Mariënberg. Station Vriezenveen wordt bediend door de volgende treinserie:
| Serie       | Treinsoort         | Route                                          | Bijzonderheden                                                                         |
| ----------- | ------------------ | ---------------------------------------------- | -------------------------------------------------------------------------------------- |
| 31000 RS 21 | Stoptrein (Arriva) | Almelo – Vriezenveen – Mariënberg – Hardenberg | Onderdeel van Blauwnet. 1x per uur, 2x per uur in de brede spits en op zaterdagmiddag. |

## Toekomst van de spoorlijn
De spoorlijn is de openbaarvervoerverbinding tussen Twente en Noordoost Overijssel - Zuidoost Drenthe. Met nieuwe treinstellen en hogere frequenties probeert men deze verbinding ook in de toekomst zijn functie te laten vervullen. Deze lijn is opgenomen in het project 'Nedersaksenlijn', om in de toekomst vanuit Almelo via Emmen naar Groningen te kunnen reizen.

## Boeken
- 'Eduard Cuypers, Leven & Werk en hoe hij verdween uit onze architectuurgeschiedenis', Obbe H. Norbruis (2025) Edam LM Publishers.

## Afbeeldingen

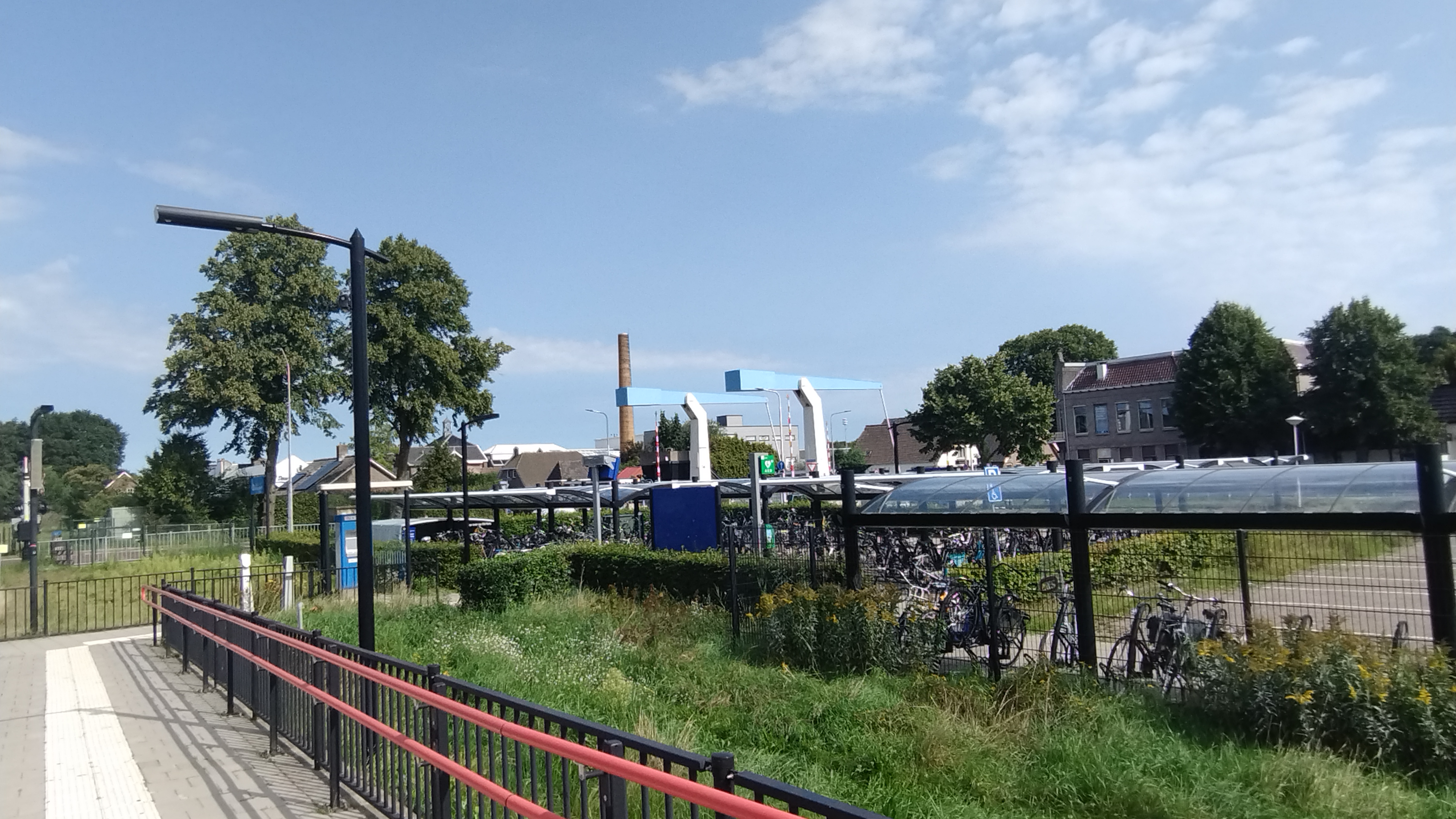
Fietsenstalling
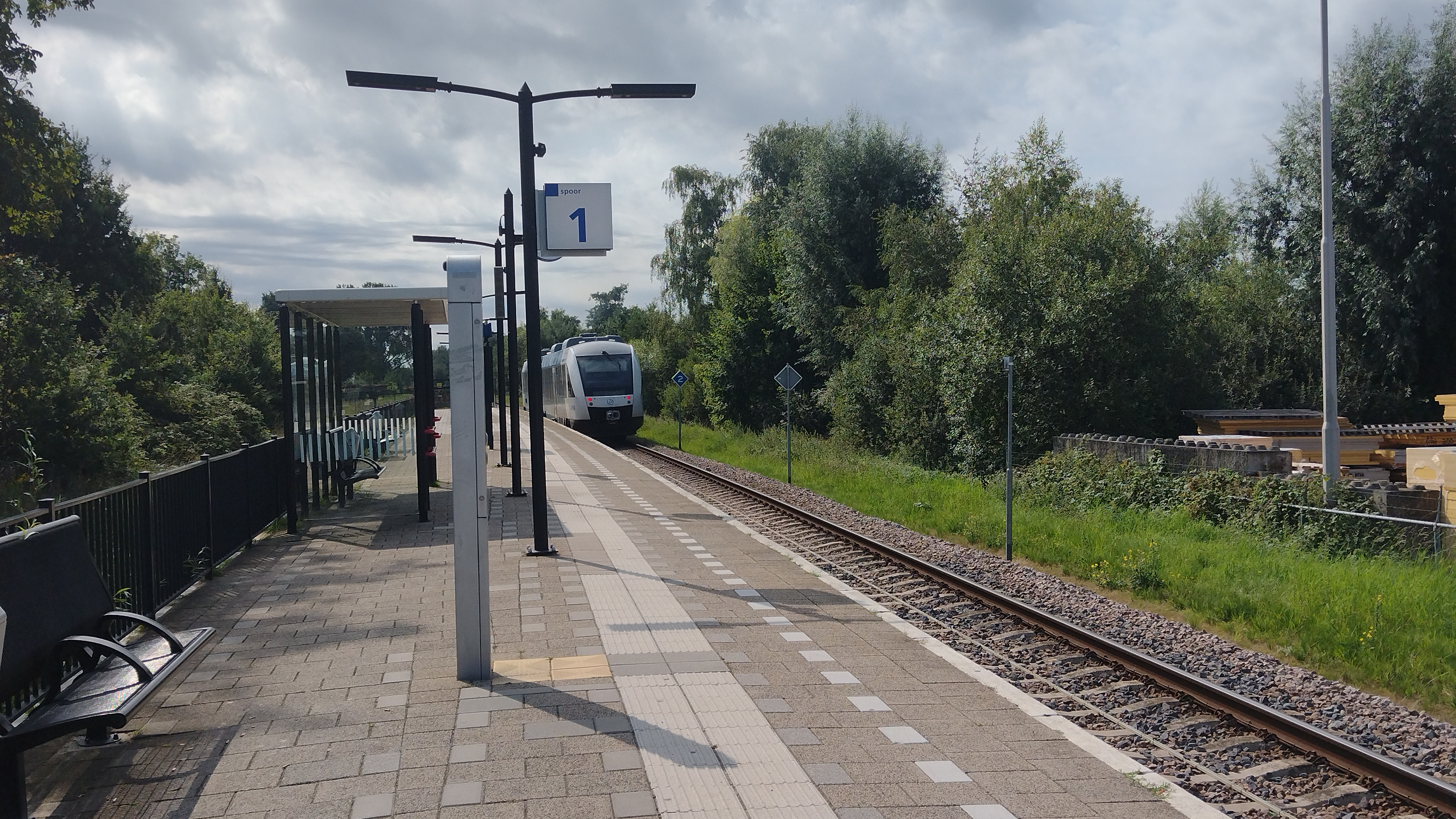
Trein naar Almelo op het station

0,0: Mariënberg ·
3,8: Geerdijk ·
6,0: Vroomshoop ·
7,8: Daarlerveen ·
10,1: Westerhoeve ·
12,5: Vriezenveen ·
16,2: Aadorp ·
18,8: Almelo
Almelo · 
-De Riet · 
Borne · 
Daarlerveen · 
Dalfsen · 
Delden · 
Deventer · 
-Colmschate · 
Enschede · 
-De Eschmarke · 
-Kennispark · 
Glanerbrug · 
Goor · 
Gramsbergen · 
Hardenberg · 
Heino · 
Hengelo · 
-Gezondheidspark ·
-Oost · 
Holten · 
Kampen · 
-Zuid ·
Mariënberg · 
Nijverdal · 
Oldenzaal ·
Olst · 
Ommen · 
Raalte ·
Rijssen · 
Steenwijk · 
Vriezenveen · 
Vroomshoop · 
Wierden · 
Wijhe · 
Zwolle · 
-Stadshagen
Stations van de Museum Buurtspoorweg:
Haaksbergen · Zoutindustrie · Boekelo

Voormalige stations: zie de lijst van voormalige spoorwegstations in Overijssel